# 今村貴彦
今村 貴彦（いまむら たかひこ、1993年5月20日 - ）は、日本の男子バレーボール選手。

## 来歴
小学校3年生の時に友人に誘われバレーボールを始める。
中学時代、県選抜チームの一員として全国都道府県対抗中学生大会に出場。2008年には、オリンピック有望選手として個人賞を受賞。
日向学院高校時代は、主力として活躍し、3年夏のインターハイに出場した他、2010年、アジアユース選手権で代表入りした。2011年、日本高校選抜メンバー。
中央大学進学後の2012年にはアジアジュニア選手権に出場。2014年、全日本インカレ優勝。U-21の代表メンバーとして世界ジュニア選手権に派遣。2015年、春季リーグ優勝、秋季リーグ優勝、全日本インカレも優勝。
2016年4月、パナソニックパンサーズに入団。同期は中央大学でも共にプレーした関田誠大と山内晶大。
2017年、オポジットとして台湾にて開催された2017年夏季ユニバーシアード日本代表メンバーに招集、銅メダルを獲得。
2018年2月、Vリーグ・プレーオフゲーム中に清水邦広が全治1年となる怪我を負った後、同ポジションを引き継ぎ、4季ぶりの優勝に大きく貢献した。同年7月、『V.LEAGUE サマーフェスティバル 2018 in お台場ビーチ』にてビーチバレーボール大会に出場、優勝。
他、オフシーズンには、地元宮崎他全国各地へパナソニックパンサーズ選手として赴き、バレーボール教室の講師をしたり、枚方市1日警察署長をするなどして、チーム随一のムードメーカーとして積極的に地域にも貢献している。
2023年、韓国Vリーグ所属クラブを対象に行われる「2023KOVO男子アジア枠トライアウト」に参加した。しかし、ドラフト指名はなく、韓国移籍は実現しなかった。それでも、海外挑戦はパンサーズ入団当初からの夢であり、以降もロラン・ティリ監督をはじめパンサーズのサポートを得ながら海外移籍の準備を進めた。そして、チェコのクラドノ・バレーボール (cs) とのレンタル契約に至り、海外挑戦が叶った。レンタル移籍の前に8月末までパンサーズに帯同し、チームが招待された韓国のリーグカップであるKOVOカップにも出場。
2024年、レンタル移籍の継続が発表された。
2025年、現役引退と社業専念、ビーチバレー挑戦が発表された。

## 人物
- 進学先の大学について迷っていた時、後にパナソニックパンサーズでも同期として共にプレーすることとなるセッター関田誠大と話し、大学バレーにて共に優勝を目指すことを誓い[10]、中央大学へ進学。
- 現行のサインは、バレーボールを始めるきっかけとなった旧友に考案を依頼し、採用している。
- 得意なプレーはサーブ。

## 所属チーム
- 日向学院高等学校
- 中央大学
- パナソニックパンサーズ/大阪ブルテオン（2016-2025年）
  -  クラドノ・バレーボール (cs) （2023-2025年）